# Tomba della Caccia al Cervo

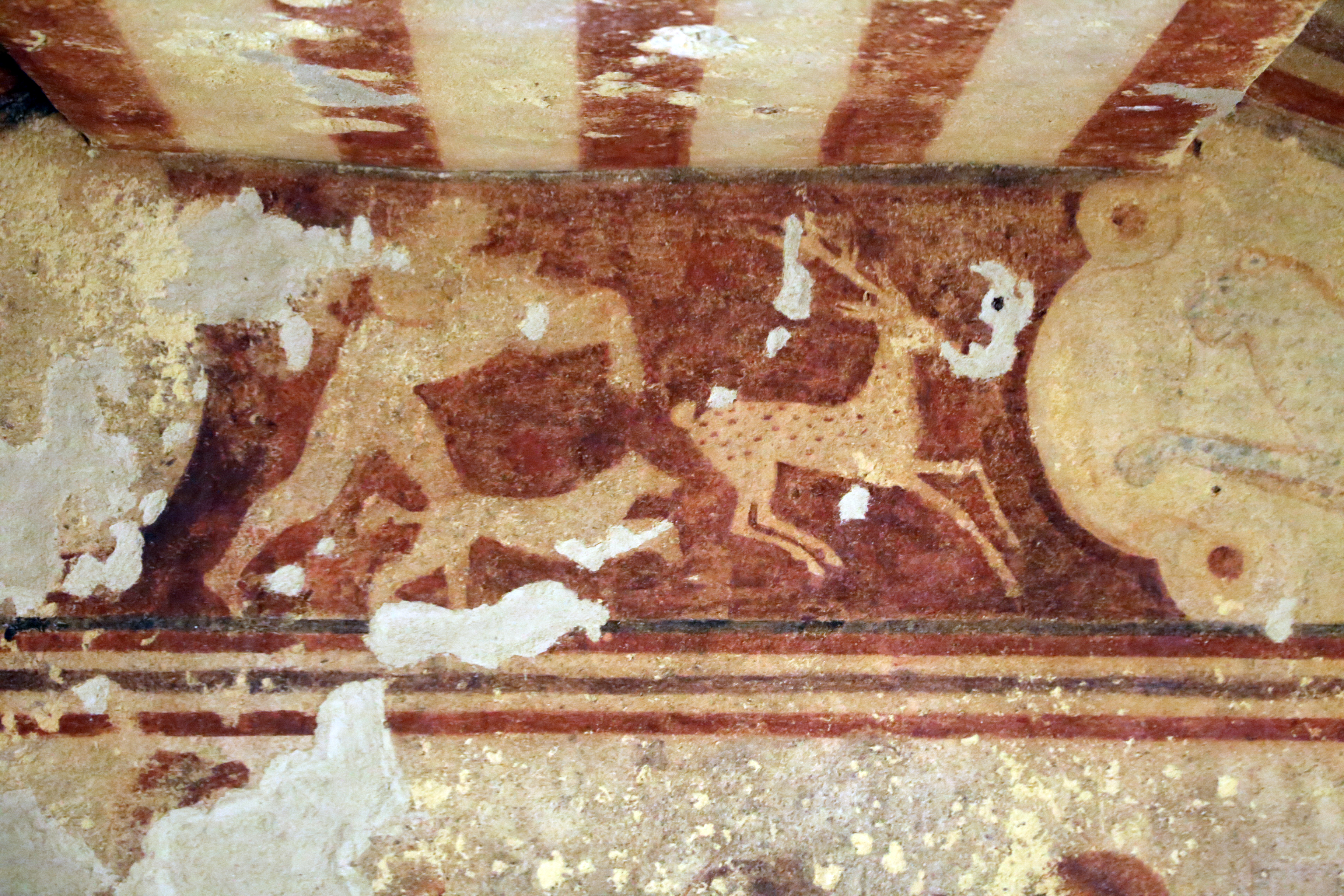
Die Hirschjagd

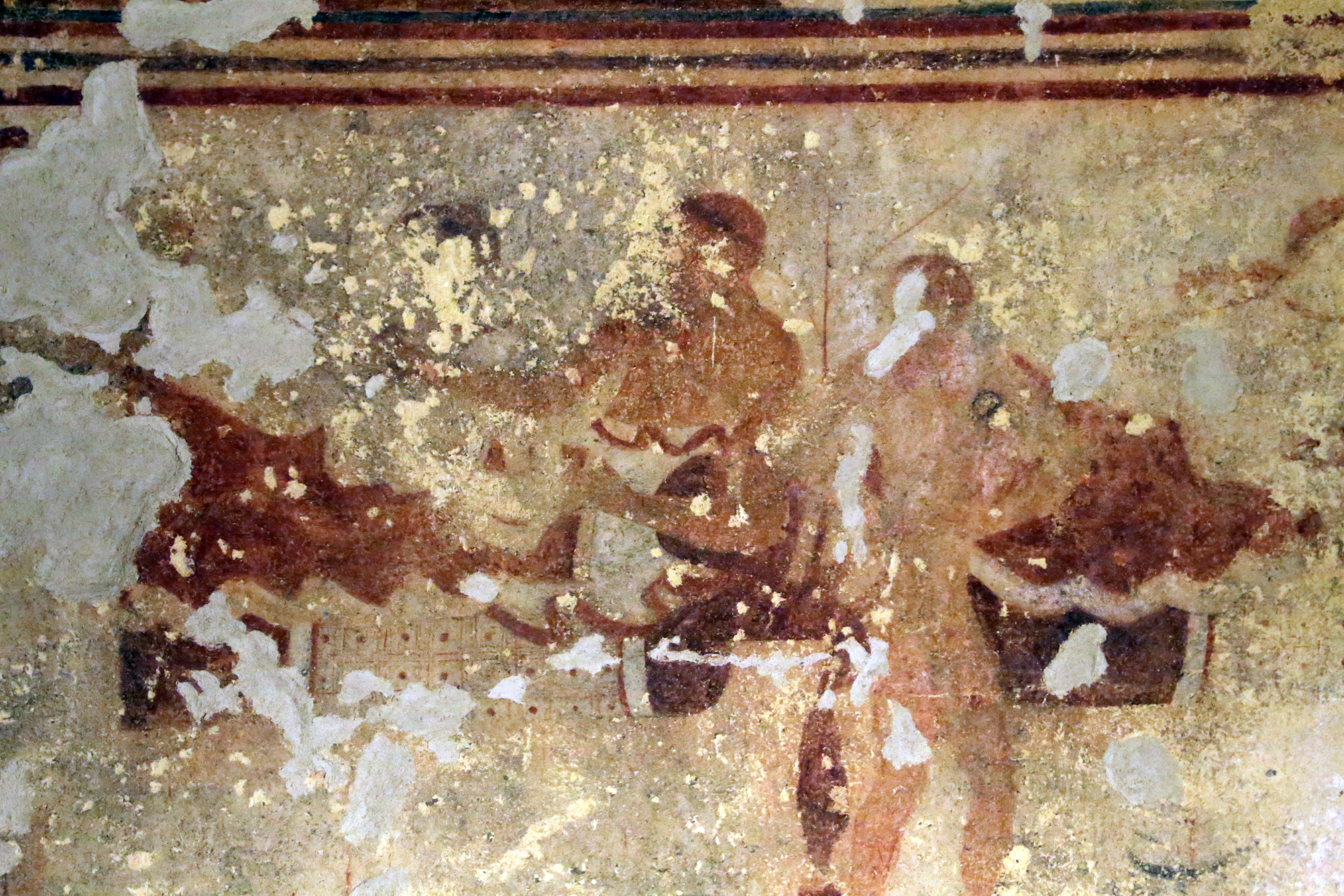
Bankettszene

Die etruskische Tomba della Caccia al Cervo („Grab der Hirschjagd“) wurde im Jahr 1960 in der Monterozzi-Nekropole in Tarquinia gefunden. Es handelt sich um eine ausgemalte unterirdische Grabkammer, die über eine Treppe betreten werden kann. Die Malereien sind heute nicht mehr gut erhalten. Das Grab datiert um 450 v. Chr. und ist nach einer Szene im Giebelfeld der Rückwand benannt, die eine Hirschjagd auf dem roten Hintergrund des gemalten Stützpfeilers der Decke zeigt. An der Rückwand darunter befindet sich eine Bankettszene mit drei Klinen. An den Seitenwänden sind Musikanten und Tänzer zwischen kleinen Bäumen zu sehen. Die Malereien weisen viele Gemeinsamkeiten mit denen in der Tomba Maggi auf und stammen deshalb vielleicht aus derselben Werkstatt.